# Frits Geveke
Frederik (Frits) Geveke (Amsterdam 25. února 1878 – 31. března 1950, tamtéž) byl nizozemský portrétní fotograf. Proslavil se portréty herců.

## Životopis
Narodil se jako syn cukráře 25. února 1878 v Amsterdamu, kde pak působil jako portrétní fotograf. Mezi klienty, kteří navštěvovali jeho ateliér patřili nejen „anonymní“ obyvatelé města, ale zejména mnoho známých holandských herců a významných osobností. Od roku 1905 do roku 1925 si Geveke vybudoval kariéru s portréty herců i fotografiemi divadelních scén, které se odehrály v jeho ateliéru. Byl členem vedení Nizozemského fotografického spolku NFPV (Nederlandse Fotografen Patroonsvereeniging).

## Galerie

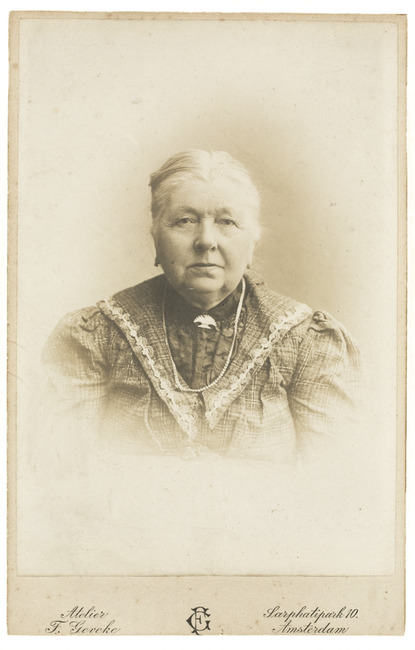
Neznámá žena
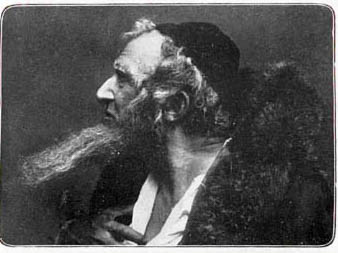
Louis Bouwmeester - Onze Tooneelspelers (1912)
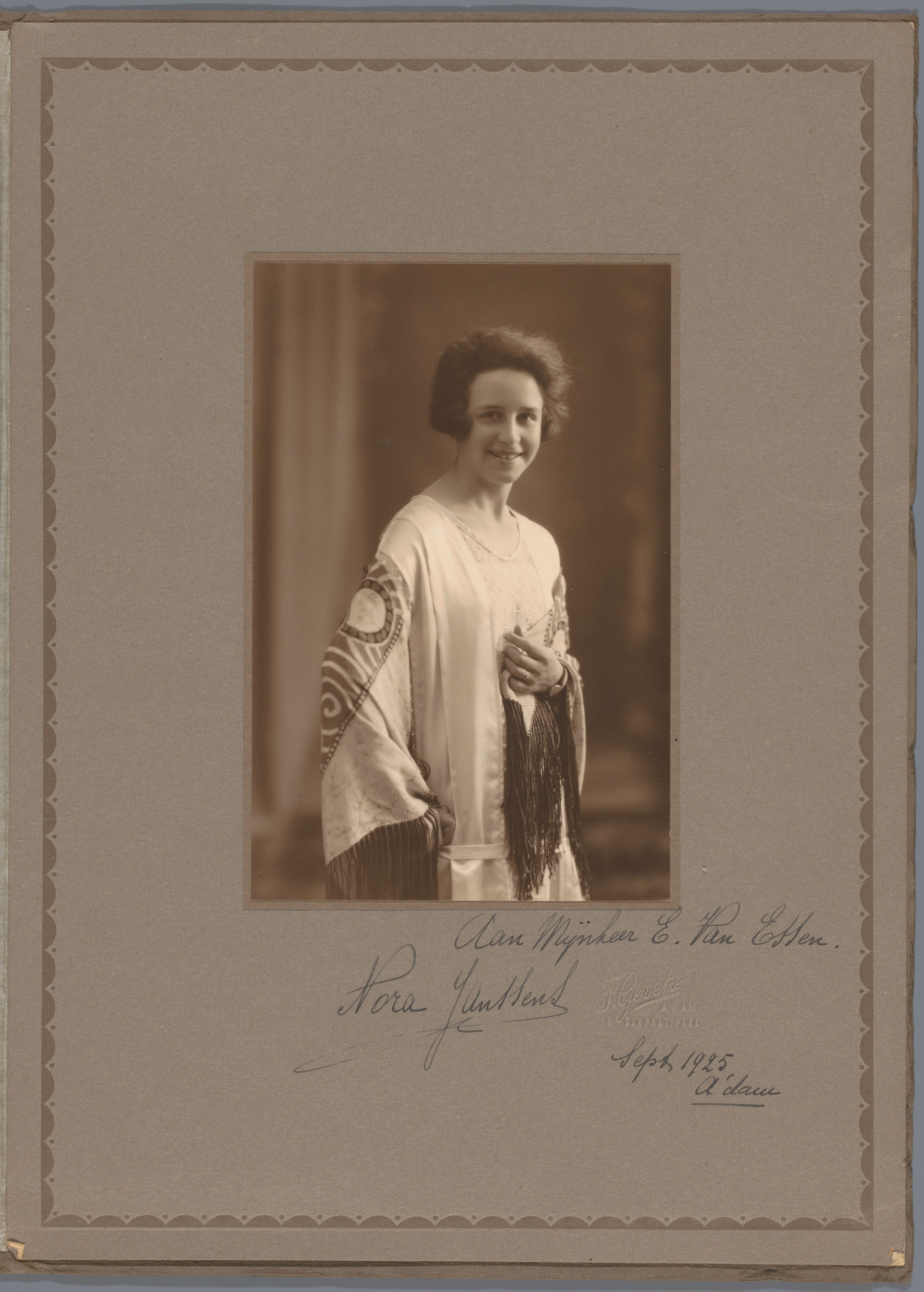
Nora Janssens
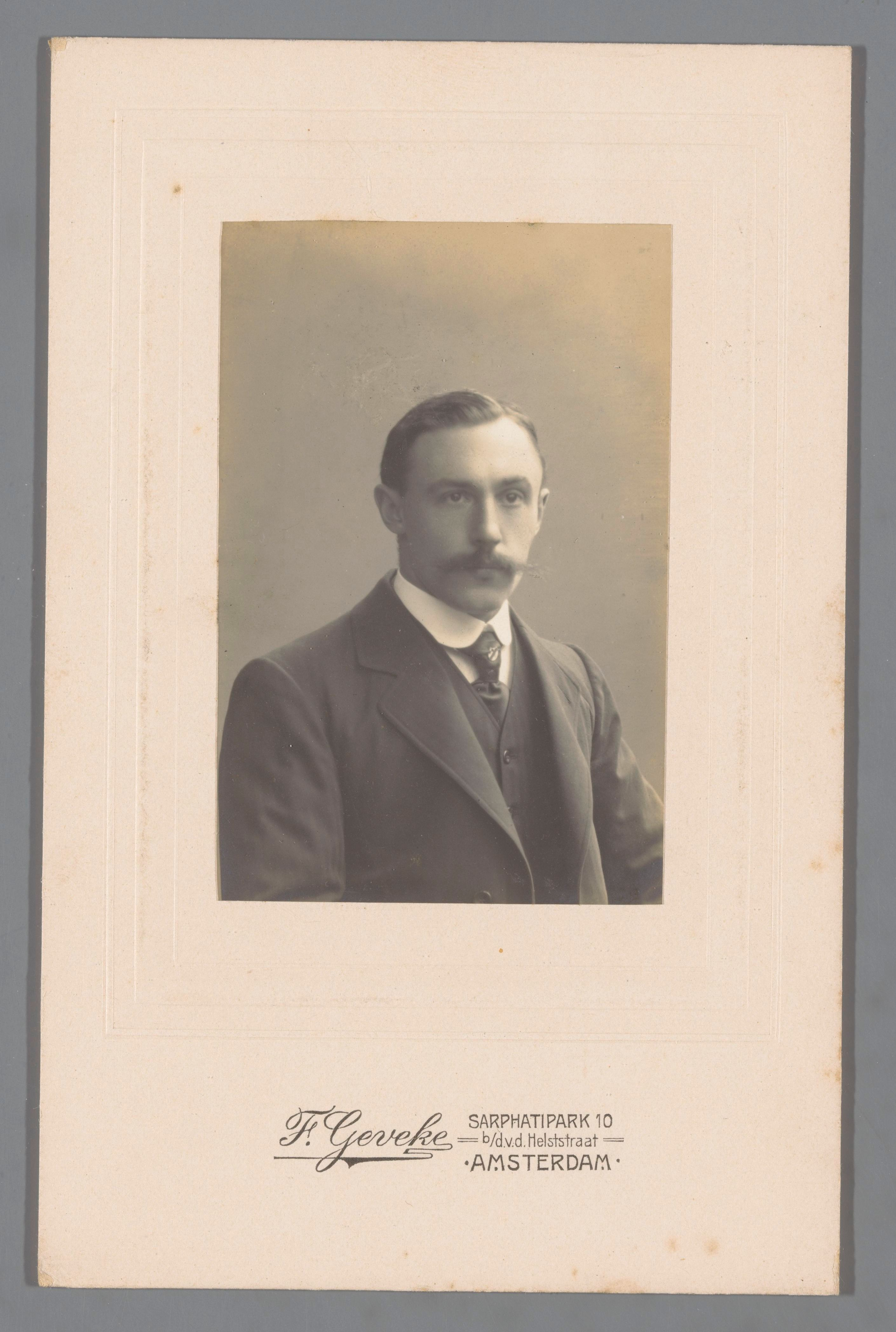
Portret van de heer H. van de Grind
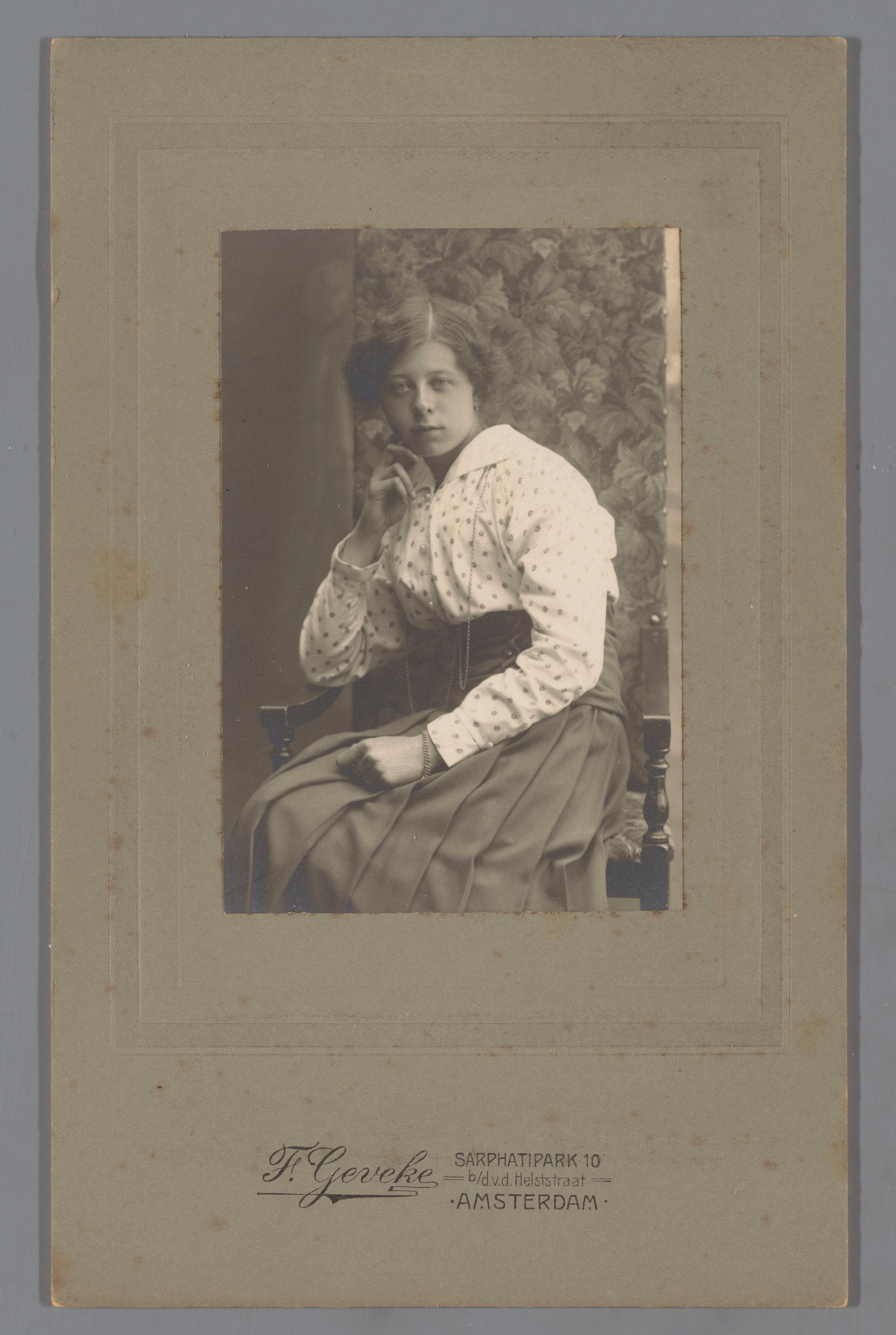
Portret van een onbekende vrouw op een stoel